# Harmanjot Singh Khabra
Harmanjot Singh Khabra (ur. 18 marca 1988 w Kaharpur) – indyjski piłkarz, występujący na pozycji obrońcy w Kerala Blasters FC oraz reprezentacji Indii.

## Kariera klubowa
Po ukończeniu Akademii Piłkarskiej Tata w 2006, rozpoczął swoją karierę zawodową w Sporting Clube de Goa z National Football League (w 2007 powstała jako I-League). 
W dniu 30 kwietnia 2009 ogłoszono, że Khabra podpisał kontrakt z East Bengal FC. 22 lipca 2014 podczas draftu do inauguracyjnego sezonu Indian Super League ogłoszono, że Khabra został wypożyczony do Chennaiyin FC. 17 lipca 2016 mistrzowie Indian Super League, Chennaiyin FC ogłosili, że podpisali stałe kontrakty z piłkarzami: Harmanjot Singh Khabra i Raphael Augusto. 12 grudnia 2016 Khabra został wypożyczony do Bengaluru FC na resztę sezonu. 4 kwietnia 2018 Khabra podpisał trzyletni kontrakt z Bengaluru FC kończący się w maju 2021.
15 lipca 2021 Khabra podpisał dwuletni kontrakt z klubem Indian Super League Kerala Blasters FC, południowym rywalem jego poprzedniego klubu przed sezonem 2021/2022. W klubie zadebiutował 11 września 2021 podczas turniej Durand Cup 2021 w wygranym 1:0 meczu przeciwko Indian Navy. W lidze z Kerala Blasters FC zadebiutował 19 listopada 2021 w przegranym 2:4 przeciwko ATK Mohun Bagan FC, otwierając sezon 2021/2022 Indian Super League.

## Kariera reprezentacyjna
W seniorskiej drużynie Indii zadebiutował 10 lipca 2011 w towarzyskim meczu z Malediwami, który zakończył się remisem 1:1.

## Sukcesy

### Klubowe

#### Chennaiyin FC
- Indian Super League: 2015[15]

#### East Bengal FC
- Puchar Federacji: 2009–2010[16], 2010, 2012[15]
- Calcutta Football League: 2010, 2011, 2012, 2013, 2014, 2015, 2016[15]
- Tarcza IFA: 2012[15]
- Superpuchar Indii: 2011

#### Bengaluru FC
- Indian Super League: 2018/2019
- Superpuchar Indii: 2018

#### Kerala Blasters FC
- wicemistrz Indian Super League: 2021/2022[17]